# Гідравлічна крупність

Швидкість падіння частинок гірничої маси у чистій воді (гідравлічна крупність) w, см/с при атмосферному тиску в інтервалі температур 0–20 ºC.

Гідравлічна крупність ґрунтів при температурі 10 ºС.

Гідравлі́чна кру́пність (рос.гидравлическая крупность, англ. hydraulic size, fall diameter, fall velocity; нім. hydraulische Größe f, hydraulische Körnung f) — кінцева швидкість вільного падіння окремої зернини під дією сили тяжіння в практично незбуреному (спокійному) середовищі.
Розмірність гідравлічної крупності — мм/с, см/с.

## Загальний опис
Гідравлічна крупність залежить не тільки від реальних розмірів зернини, але і від її густини, форми, стану поверхні, а також від властивостей середовища (як правило — води), в якій відбувається рух зерна. Дві зернини, незалежно від їх густини, крупності і інш. властивостей, вважаються зернами однакової Г.к. якщо за стандартних умов вони падають у воді з однаковими швидкостями. При груповому падінні зерен швидкість окр. зернини меншає і залежить від величини розпушеності системи (шару) зерен і їх крупності.
Гідравлічна крупність визначається шляхом проведення фракційного або седиментаційного аналізу матеріалу.
Гідравлічна крупність використовується як одне з базисних понять у теоріях і робочих гіпотезах гравітаційних процесів збагачення корисних копалин, зокрема відсадки.

## Гідравлічна крупність частинок ґрунту
Гідравлічна крупність частинок ґрунту, (рос.гидравлическая крупность частиц ґрунта; англ. hydraulic size of soil (ground) particles; нім. hydraulische Größe f der Bodenteilchen) — швидкість рівномірного падіння даної важкої частинки ґрунту в досить великому об'ємі води, що перебуває в стані спокою. Швидкість залежить від крупності, геометричної форми і густини речовини частинки, а також від температури води. Значина швидкості визначається експериментально для різних твердих частинок. Для частинок льоду й бульбашок повітря гідравлічна крупність є від'ємною величиною.